# Ранкин, Кенни
Ке́нни Ра́нкин (англ. Kenny Rankin; 1940—2009) — американский певец и автор песен, работавший в жанрах поп и джаз.

## Биография
Кенни Ранкин родился в Вашингтон-Хайтсе, районе Нью-Йорка, 10 февраля 1940 года. В подростковом возрасте он выпустил несколько синглов на лейбле Decca Records, затем перешёл на Columbia Records и принимал участие в записи альбома Боба Дилана Bringing It All Back Home. Дебютный альбом Ранкина под названием Mind Dusters вышел в 1967 году. На протяжении 1970-х годов он приобрёл значительное число поклонников, непрерывно выпуская пластинки, три из которых вошли в первую сотню американского чарта альбомов Billboard 200. Его любовь к джазу проявилась с раннего возраста, однако время диктовало свои условия, и, чтобы удержаться на плаву, ему пришлось взять курс, в большей степени ориентированный на поп-музыку. Тем не менее в 1990-х годах ему удалось изменить репертуар, чтобы удовлетворить свои музыкальные вкусы и угодить новой аудитории.
Ранкин более двадцати раз появлялся на ток-шоу The Tonight Show. Ведущий программы Джонни Карсон был так впечатлён певцом, что написал текст для буклета дебютного альбома Ранкина Mind Dusters (1967), который содержал сингл «Peaceful». В 1969 году эта песня в исполнении Джорджи Фейма стала хитом в британском хит-параде, где заняла 16-е место, проведя в нём девять недель. В 1973 году Хелен Редди, подруга Кенни, с кавер-версией «Peaceful» достигла второго места в чарте Adult Contemporary и 12-го — в Hot 100.
Среди аккомпаниаторов Ранкина время от времени были Алан Бродбент, Майк Уоффорд и Билл Уатрос. Его композиции исполняли Мел Торме и Кармен Макрей. Ранкин проявлял большой интерес к бразильской музыке, и один из его альбомов Here in My Heart был записан главным образом в Рио-де-Жанейро при участии Майкла Брекера и Эрни Уоттса. Он также обладал уникальным талантом перерабатывать классические песни, среди которых была «Blackbird» группы The Beatles. Пол Маккартни был так впечатлён его интерпретацией, что пригласил Ранкина исполнить эту песню на церемонии включения Маккартни и Джона Леннона в Зал славы композиторов.
За три недели до смерти ему поставили диагноз — рак лёгкого на заключительной стадии. Кенни Ранкин умер в возрасте 69 лет в Лос-Анджелесе 7 июня 2009 года.

## Дискография
- Mind-Dusters (1967)
- Family (1970)
- Like a Seed (1972)
- Inside (1975)
- Silver Morning (1974)
- The Kenny Rankin Album (1976)
- After the Roses (1980)
- Hiding in Myself (1988)
- Because of You (1991)
- Professional Dreamer (1994)
- Here in My Heart (1997)
- A Christmas Album (1999)
- A Song for You (2002)